# Dioctria nigripes
Dioctria nigripes är en tvåvingeart som beskrevs av Engel 1929. Dioctria nigripes ingår i släktet Dioctria och familjen rovflugor.
Artens utbredningsområde är Spanien. Inga underarter finns listade i Catalogue of Life.